# Söderbysjön, Södermanland
Söderbysjön är en sjö i Eskilstuna kommun i Södermanland och ingår i Norrströms huvudavrinningsområde.